# Ademola Ola-Adebomi
Ademola Oladipupo Oluwadurotimi Opetomi Ola-Adebomi (* 3. September 2003 in London) ist ein englischer Fußballspieler.

## Karriere
Ola-Adebomi begann seine Karriere bei Crystal Palace. Im April 2022 debütierte er für die Reserve von Palace. Nach eineinhalb Jahren in der Reserveliga stand er im September 2023 erstmals im Profikader von Palace. Zu einem Profieinsatz sollte er für den Premier-League-Klub aber nie kommen. Im Januar 2024 wurde er an den Drittligisten Burton Albion verliehen. Dort gab er im selben Monat gegen Cambridge United sein Profidebüt in der EFL League One. Bis zum Ende der Spielzeit 2023/24 kam er zu 14 Einsätzen, in denen er einmal traf.
Zur Saison 2024/25 wurde der Angreifer nach Belgien an Zweitligist SK Beveren weiterverliehen. Für Beveren lief er achtmal in der Division 1B auf, ohne dabei zu treffen. Im Januar 2025 wurde die Leihe vorzeitig beendet und Ola-Adebomi kehrte zur Reserve von Palace zurück. Zur Saison 2025/26 verließ er den Verein schließlich endgültig und wechselte zum österreichischen Bundesligisten WSG Tirol.